# معشور
ماهشهر هي مدينة فارسیه إيرانية يسميها  السكان الأصليون معشور وتقع على خور موسى في القسم المركزي من مقاطعة ماهشهر في محافظة خوزستان. حسب إحصاءات المركز الرسمي للإحصاءات الإيرانية في 2006 كان يسكن معشور 109927 شخص.

## المناخ
يظهر الجدول التالي التغييرات المناخية على مدار السنة لمعشور:
| البيانات المناخية لـمعشور | البيانات المناخية لـمعشور | البيانات المناخية لـمعشور | البيانات المناخية لـمعشور | البيانات المناخية لـمعشور | البيانات المناخية لـمعشور | البيانات المناخية لـمعشور | البيانات المناخية لـمعشور | البيانات المناخية لـمعشور | البيانات المناخية لـمعشور | البيانات المناخية لـمعشور | البيانات المناخية لـمعشور | البيانات المناخية لـمعشور | البيانات المناخية لـمعشور |
| الشهر | يناير                     | فبراير                    | مارس                      | أبريل                     | مايو                      | يونيو                     | يوليو                     | أغسطس                     | سبتمبر                    | أكتوبر                    | نوفمبر                    | ديسمبر                    | المعدل السنوي             |
| --- | ------------------------- | ------------------------- | ------------------------- | ------------------------- | ------------------------- | ------------------------- | ------------------------- | ------------------------- | ------------------------- | ------------------------- | ------------------------- | ------------------------- | ------------------------- |
| الدرجة القصوى °م (°ف) | 26.5 (79.7)               | 29.6 (85.3)               | 35.2 (95.4)               | 42.0 (107.6)              | 48.0 (118.4)              | 51 (124)                  | 54 (129)                  | 53 (127)                  | 49.0 (120.2)              | 42.8 (109.0)              | 35.8 (96.4)               | 28.0 (82.4)               | 54 (129)                  |
| متوسط درجة الحرارة الكبرى °م (°ف) | 17.1 (62.8)               | 20.1 (68.2)               | 24.8 (76.6)               | 32.1 (89.8)               | 39.2 (102.6)              | 43.8 (110.8)              | 45.2 (113.4)              | 44.6 (112.3)              | 41.3 (106.3)              | 35.3 (95.5)               | 26.5 (79.7)               | 19.6 (67.3)               | 32.5 (90.5)               |
| المتوسط اليومي °م (°ف) | 12.6 (54.7)               | 14.8 (58.6)               | 19.1 (66.4)               | 25.5 (77.9)               | 31.3 (88.3)               | 34.8 (94.6)               | 36.8 (98.2)               | 36.2 (97.2)               | 32.4 (90.3)               | 27.5 (81.5)               | 19.9 (67.8)               | 14.6 (58.3)               | 25.5 (77.9)               |
| متوسط درجة الحرارة الصغرى °م (°ف) | 8.1 (46.6)                | 9.4 (48.9)                | 13.3 (55.9)               | 19.0 (66.2)               | 23.4 (74.1)               | 25.8 (78.4)               | 28.4 (83.1)               | 27.8 (82.0)               | 23.5 (74.3)               | 19.6 (67.3)               | 13.4 (56.1)               | 9.6 (49.3)                | 18.5 (65.3)               |
| أدنى درجة حرارة °م (°ف) | −2.0 (28.4)               | −2.6 (27.3)               | 1.4 (34.5)                | 7.6 (45.7)                | 14.0 (57.2)               | 18.0 (64.4)               | 23.0 (73.4)               | 20.0 (68.0)               | 15.0 (59.0)               | 8.8 (47.8)                | 0.0 (32.0)                | 0.0 (32.0)                | −2.6 (27.3)               |
| الهطول مم (إنش) | 53.5 (2.11)               | 28.2 (1.11)               | 29.6 (1.17)               | 12.2 (0.48)               | 1.9 (0.07)                | 0.1 (0.00)                | 0.0 (0.0)                 | 0.0 (0.0)                 | 0.2 (0.01)                | 6.1 (0.24)                | 30.9 (1.22)               | 50.7 (2.00)               | 213.4 (8.40)              |
| متوسط أيام هطول الأمطار (≥ 1.0 mm) | 5.7                       | 3.6                       | 3.7                       | 1.9                       | 0.5                       | 0.1                       | 0.0                       | 0.0                       | 0.1                       | 0.8                       | 2.5                       | 5.9                       | 24.8                      |
| متوسط الرطوبة النسبية (%) | 74                        | 60                        | 52                        | 42                        | 29                        | 26                        | 31                        | 35                        | 35                        | 42                        | 53                        | 70                        | 45                        |
| ساعات سطوع الشمس الشهرية | 183.4                     | 212.4                     | 233.4                     | 236.7                     | 301.7                     | 344.5                     | 342.8                     | 336.0                     | 302.8                     | 269.9                     | 215.1                     | 182.4                     | 3٬161٫1                   |
| المصدر: Iran Meteorological Organization (records), (temperatures), (precipitation), (humidity), (days with precipitation), (sunshine) |                           |                           |                           |                           |                           |                           |                           |                           |                           |                           |                           |                           |                           |